# 林國基
Chris Lincoln（中文：林國基），前香港新聞從業員，曾任無綫新聞明珠台主播及時事節目明珠檔案首席記者。
林國基於1989年加入無綫新聞明珠台出任記者兼主播，在無綫新聞工作了二十九年，並伙拍林楚芹及林達瑩主持明珠台七點半新聞報道多年，在主播台上坐在他隔離的女主播已經歷多代，是無綫新聞其中一個年資最深的男主播，僅次於袁志偉。除擔任主播外，他也負責時事節目明珠檔案的節目製作，直至無綫電視在2018年將本節目重新命名為「明珠雜誌」，及交由資深主播James Aitken負責後，才宣告退休。
1. ↑  . Linked In.   [2022-06-07].